# HD 157740
HD 157740，又名BD+16 3174，SAO 102805、HR 6481，是一颗恒星，视星等为5.71，位于銀經38.56，銀緯26.37，其B1900.0坐标为赤經17h 20m 2.7s，赤緯+16° 26.37′ 35″。